# Lovatens
Lovatens est une commune suisse du canton de Vaud, située dans le district de la Broye-Vully. Citée dès 996, elle fait partie du district de Moudon entre 1798 et 2007. La commune est peuplée de 143 habitants en 2022. Son territoire, d'une surface de 346 hectares, se situe entre la Broye et la Glâne.

## Histoire
Lovatens est mentionné en 996 sous le nom de Lovatingis. On y trouve des vestiges romains et des nécropoles du haut Moyen Âge. Lovatens est une possession de l'abbaye de Saint-Maurice au début du XIe siècle, puis du domaine de Curtilles, qui appartient à l'êveque de Lausanne. Le village fait partie du bailliage de Moudon à l'époque bernoise, de 1526 à 1798, puis du district de Moudon de 1798 à 2007 et du district de la Broye-Vully depuis 2008. Une chapelle est démolie en 1840. Elle est remplacée par une nouvelle chapelle en 1961.

### Héraldique
| Armes de Lovatens | Les armes de la commune de Lovatens se blasonnent ainsi : Tranché d'argent et de gueules, à la tête de Minerve d'or brochante. |

## Géographie

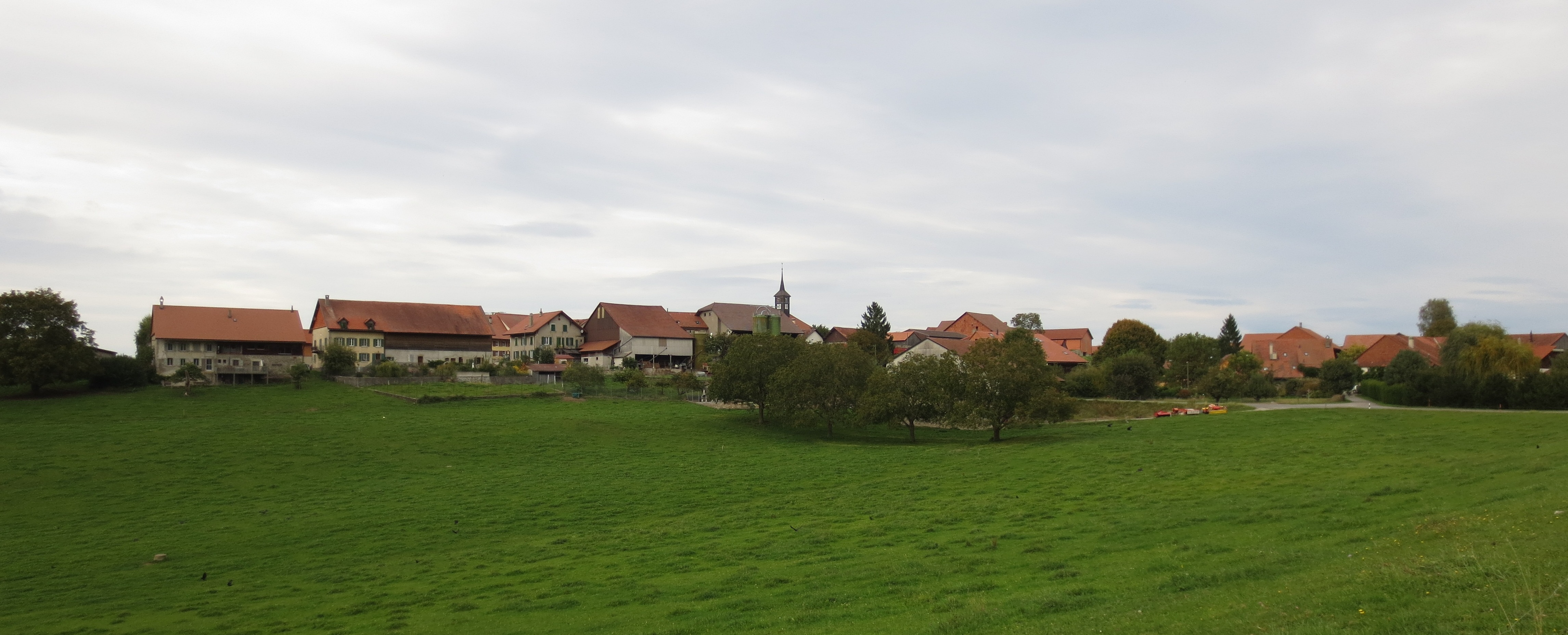
Vue du village.

Jusqu'à sa dissolution, la commune faisait partie du district de Moudon. Depuis le 1er janvier 2008, elle fait partie du nouveau district de la Broye-Vully. Elle a des frontières communes avec Dompierre, Prévonloup, Lucens et Curtilles dans le canton de Vaud, ainsi qu'avec Billens-Hennens dans le canton de Fribourg.
Le territoire communal se trouve sur le plateau suisse entre la Broye et la Glâne, principalement sur le plateau de Lovatens à une altitude moyenne de 700 mètres. La frontière est marquée à l'ouest par le ruisseau des Vaux, un affluent de la Broye et à l'est par la forêt du Bois de Verrey où se trouve le point culminant de la commune avec 810 mètre d'altitude au lieu-dit Champ Liamon.
En plus du village de Lovatens, la commune compte plusieurs exploitations agricoles dispersées sur l'ensemble du territoire.

## Population

### Surnom
Les habitants de la commune sont surnommés lè Bourla-Bot (les brûle-crapauds en patois vaudois),.

### Démographie
Lovatens compte 143 habitants en 2022. Sa densité de population atteint 41 hab./km2.
En 2000, la population de Lovatens est composée de 75 hommes (49,7 %) et 76 femmes (50,3 %). La langue la plus parlée est le français, avec 143 personnes (92,9 %). La deuxième langue est l'allemand (7 ou 4,5 %). Il y a 145 Suisses (94,2 %) et 9 personnes étrangères (5,8 %). Sur le plan religieux, la communauté protestante est la plus importante avec 92 personnes (59,7 %), suivie des catholiques (19 ou 12,3 %). 41 personnes (26,6 %) n'ont aucune appartenance religieuse.
La population de Lovatens est de 281 personnes en 1850. Elle reste relativement stable jusqu'en 1920. Le nombre d'habitants baisse ensuite jusqu'à 103 en 1980 avant de remonter à 151 en 2000. Le graphique suivant résume l'évolution de la population de Lovatens entre 1850 et 2010 :

## Politique
Lors des élections fédérales suisses de 2011, la commune a voté à 31,09 % pour l'Union démocratique du centre. Les deux partis suivants furent le Parti socialiste suisse avec 25,67 % des suffrages et les Verts avec 13,73 %.
Lors des élections cantonales au Grand Conseil de mars 2011, les habitants de la commune ont voté pour l'Union démocratique du centre à 40,11 %, le Parti libéral-radical à 19,51 %, le Parti socialiste à 19,24 %, les Verts à 14,63 %, le Parti bourgeois démocratique et les Vert'libéraux à 6,23 % et Vaud Libre à 0,27 %.
Sur le plan communal, Lovatens est dirigé par une municipalité formée de 5 membres et dirigée par un syndic pour l'exécutif et un Conseil général dirigé par un président et secondé par un secrétaire pour le législatif.

## Économie
Jusqu'à la seconde moitié du XXe siècle, l'économie communale reposait essentiellement sur l'agriculture, l'arboriculture fruitière et l'élevage qui représentent encore de nos jours une part importante de l'emploi locale. Pendant ces dernières décennies, le village s'est développé avec la création de zones résidentielles occupées par des personnes travaillant dans les villes voisines ; cette transformation s'est accompagnée de la création de petites entreprises locales manufacturières ou de services.

## Transports
Au niveau des transports en commun, Lovatens fait partie de la communauté tarifaire fribourgeoise Frimobil. Le car postal reliant Lucens à Moudon par Chavannes-sur-Moudon s'arrête dans la commune. Le village est aussi desservi par les bus sur appel Publicar, qui sont un service de CarPostal.

## Monuments
Le village de Lovatens est inscrit comme site ISOS.
École (1841), dans le même esprit que celle de Sédeilles. Œuvres toutes deux des architectes lausannois Henri Perregaux et Achille de La Harpe.
Église réformée de 1961, avec vitraux de Bernard Viglino.